# Charleston (Missouri)
Charleston és una població dels Estats Units a l'estat de Missouri. Segons el cens del 2000 tenia 4.732 habitants.

## Demografia
Segons el cens del 2000, Charleston tenia 4.732 habitants, 1.834 habitatges, i 1.228 famílies. La densitat de població era de 390,4 habitants per km².
Dels 1.834 habitatges en un 32,9% hi vivien nens de menys de 18 anys, en un 39% hi vivien parelles casades, en un 24,8% dones solteres, i en un 33% no eren unitats familiars. En el 30,6% dels habitatges hi vivien persones soles el 16% de les quals corresponia a persones de 65 anys o més que vivien soles. El nombre mitjà de persones vivint en cada habitatge era de 2,5 i el nombre mitjà de persones que vivien en cada família era de 3,13.
Per edats la població es repartia de la següent manera: un 30,2% tenia menys de 18 anys, un 8,5% entre 18 i 24, un 24,6% entre 25 i 44, un 20,8% de 45 a 60 i un 16% 65 anys o més.
L'edat mediana era de 35 anys. Per cada 100 dones de 18 o més anys hi havia 74,7 homes.
La renda mediana per habitatge era de 21.812 $ i la renda mediana per família de 28.178 $. Els homes tenien una renda mediana de 25.908 $ mentre que les dones 17.292 $. La renda per capita de la població era de 12.876 $. Entorn del 21,2% de les famílies i el 26% de la població estaven per davall del llindar de pobresa.

## Poblacions més properes
El següent diagrama mostra les poblacions més properes.